# Cucut africà
El cucut africà (Cuculus gularis) és una espècie d'ocell de la família dels cucúlids (Cuculidae) que habita sabanes i boscos de l'Àfrica subsahariana.